# Eueides carbo
Eueides carbo är en fjärilsart som beskrevs av Hans Ferdinand Emil Julius Stichel 1903. Eueides carbo ingår i släktet Eueides och familjen praktfjärilar. Inga underarter finns listade i Catalogue of Life.